# NGC 160
NGC 160 je galaksija u zviježđu Andromeda.

## Vanjske poveznice
- SEDS: NGC 0160